# Notropis atrocaudalis
Notropis atrocaudalis és una espècie de peix cipriniforme de la família dels ciprínids.

## Morfologia
Els mascles poden assolir els 7,6 cm de longitud total.

## Distribució geogràfica
Es troba a Nord-amèrica: sud-oest d'Arkansas, sud-est d'Oklahoma, oest de Louisiana i est de Texas (Estats Units).